# Andouillé (Mayenne)
Andouillé ist eine französische Gemeinde mit 2.324 Einwohnern (Stand: 1. Januar 2022) im Département Mayenne in der Region Pays de la Loire; sie gehört zum Arrondissement Mayenne und zum Kanton Ernée. Die Einwohner heißen Andolléen.

## Geographie
Andouillé liegt etwa 15 Kilometer nördlich von Laval am Fluss Ernée. Im Osten begrenzt die Mayenne die Gemeinde. Umgeben wird Andouillé von den Nachbargemeinden Saint-Germain-le-Guillaume im Norden und Nordwesten, La Bigottière im Norden, Saint-Germain-d’Anxure im Nordosten, Sacé im Osten und Nordosten, Montflours im Osten, Saint-Jean-sur-Mayenne im Südosten, Saint-Germain-le-Fouilloux im Süden, Saint-Ouën-des-Toits im Südwesten, La Baconnière im Westen sowie Chailland im Nordwesten.

## Bevölkerungsentwicklung
| Jahr      | 1962 | 1968 | 1975 | 1982 | 1990 | 1999 | 2006 | 2011 | 2018 |
| Einwohner | 1728 | 1691 | 1746 | 1822 | 1926 | 2042 | 2310 | 2221 | 2314 |

## Sehenswürdigkeiten
- Kirche Saint-Matthieu, Mitte des 19. Jahrhunderts im Stil des 14. Jahrhunderts umgebaut,
- Kapelle Notre-Dame de la Gasnerie aus dem 19. Jahrhundert

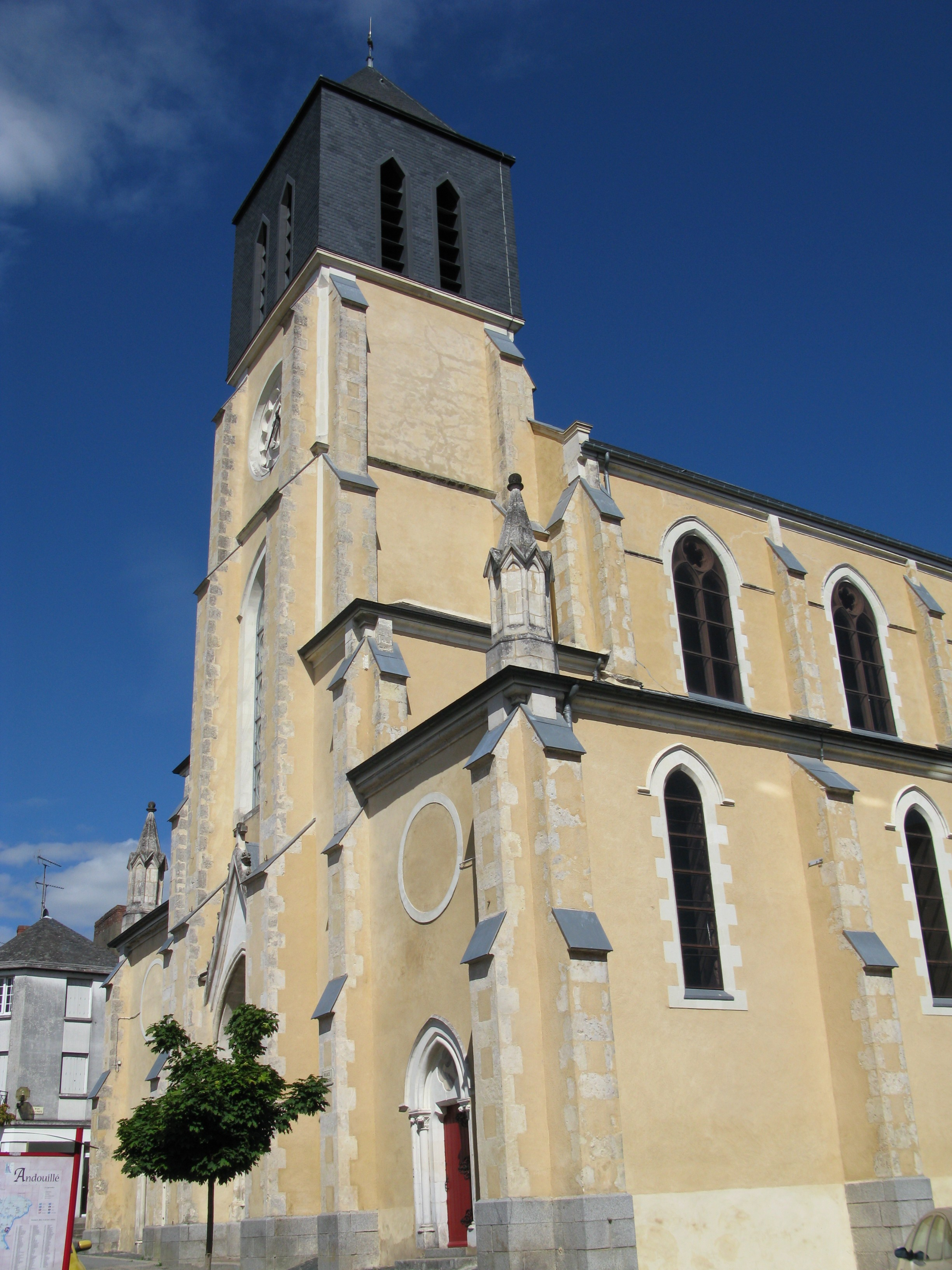
Kirche Saint-Matthieu

- Schloss Lattay
- Schloss La Goinière
- Gutshof von Épinay

## Gemeindepartnerschaften
- Farnsfield in Nottinghamshire (England), seit 1987
- Weißensberg in Schwaben/Bayern (Deutschland), seit 1990
- Vráble in der Slowakei, seit 2007